# Strongylodon caeruleus
Strongylodon caeruleus är en ärtväxtart som beskrevs av Elmer Drew Merrill. Strongylodon caeruleus ingår i släktet Strongylodon och familjen ärtväxter. Inga underarter finns listade i Catalogue of Life.